# 角藤
株式会社角藤（かくとう、英称：KAKUTO CORPORATION）は、長野県長野市に本社を置く専門工事業者。甲信越、東海、関東、東北及び関西地域を事業エリアとする。業務は建築鉄骨のファブリケーター（Sグレード）、鋼製橋梁のメーカー、基礎・土木工事、内外装材など各種建築資材の施工など建設関連の多様な分野に及ぶ。

## 沿革
- 1933年（昭和8年）- 更級郡篠ノ井町（現 長野市篠ノ井）で角藤商店創業。当時は農業用金物を販売し、のちに農機具販売等に業容を拡大
- 1947年（昭和22年） - 角藤商店合資会社設立。建築金物・鉄鋼二次製品を販売
- 1955年（昭和30年） - 本社を長野市東鶴賀町に移転
- 1959年（昭和34年） - 長野市北条町に工場を新設し、鉄骨・鉄筋の加工開始
- 1963年（昭和38年） - 株式会社角藤商店設立。建設業登録
- 1965年（昭和40年） - 株式会社角藤に商号変更
- 1971年（昭和46年） - 本社・鉄構長野工場を現在地に新築・移転
- 1990年（平成2年） - 関連会社として、株式会社トーテック設立
- 1997年（平成9年） - 株式会社聖工業に資本参加
- 1998年（平成10年） - 上高井郡高山村に橋梁高山工場を建設
- 2000年（平成12年） - ヤマキ工業株式会社(旧)を継承し、関連会社としてヤマキ工業株式会社(新)設立
- 2007年（平成19年） - 上高井郡高山村に鉄構高山工場を建設

## 業務
- 鉄骨・橋梁の設計・製作・施工・技術サービス
- 各種土木工事・建築基礎工事及び技術提案
- 金属系・セメント系の各種内外装建築資材の施工
- その他可動式上屋の企画・設計・施工、土壌汚染の調査・浄化対策工事など

## 事業所
- 本社 - 長野県長野市南屋島515
  - 鉄構事業部(長野工場)
- 鉄構事業部日滝原工場高山 - 長野県上高井郡高山村高井6100-12
- 鉄構事業部日滝原工場須坂 - 長野県須坂市大字日滝3500-52
- 橋梁事業部 - 長野県上高井郡高山村高井6100-10
- 東京支店 - 東京都千代田区内神田三丁目23番5号
  - 営業推進本部
  - 鉄構事業部 東京営業所
  - 可動建築部
  - 首都圏基礎工事課
  - 首都圏金属工事部
  - 首都圏外装工事部
  - 土木事業部 東京営業所
- 千葉支店 - 千葉県千葉市中央区新千葉二丁目7番2号
- 横浜支店 - 神奈川県横浜市西区花咲町六丁目145番地
- 水戸支店 - 茨城県水戸市城南二丁目1番20号
- 東北信支店 - 長野県長野市東鶴賀町60
  - 土木事業部
  - 北信越基礎工事部
  - 北信越外装工事部
- 中南信支店 - 長野県松本市野溝木工一丁目1番1号
- 前橋支店 - 群馬県前橋市南町三丁目75番地2
- 新潟支店 - 新潟県新潟市中央区東大通二丁目4番10号
- さいたま営業所 - 埼玉県さいたま市大宮区宮町二丁目77番1号
- 名古屋営業所 - 愛知県名古屋市中区錦一丁目10番27号
  - 鉄構事業部 東海営業所
  - 土木事業部 名古屋営業所
- 中津川営業所 - 岐阜県中津川市手賀野422-1
- 土木事業部 東北営業所 - 宮城県仙台市青葉区本町二丁目10番23号

## 関連会社
- ヤマキ工業株式会社（本社：長野県須坂市）鋼製CW、各種金属パネル、金属屋根の設計･製造･施工千代田区
- 株式会社トーテック（本社：長野県長野市）構造計算、構造設計
- 角藤農園株式会社（本社：上高井郡高山村）ワイン用ブドウの生産